# Bertha Lamme Feicht
Bertha Lamme Feicht, née le 16 décembre 1869 près de Springfield (Ohio, États-Unis) et morte le 20 novembre 1943 à Pittsburgh, est une ingénieure américaine. En 1893, elle devient la première femme à recevoir un diplôme de l'université d'État de l'Ohio. Elle est connue pour être la première femme américaine à être diplômée dans un domaine d'ingénierie autre que l'ingénierie civile.

## Biographie
Bertha Lamme naît au sein d'une ferme familiale de Bethel près de Springfield (Ohio) le 16 décembre 1869. Après avoir été diplômée du lycée Olive Branch (en) en 1889, elle suit son frère, Benjamin G. Lamme (en), et intègre l'université d'État dès l'automne suivant.

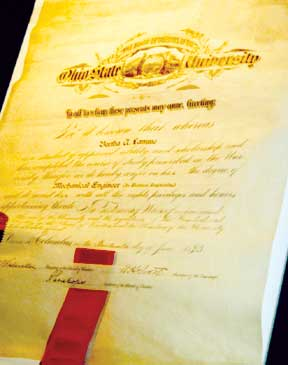
Diplôme de Bertha Lamme Feicht délivré par l'université d'État de l'Ohio.

Elle reçoit son diplôme d'ingénierie mécanique en 1893 avec une spécialité en électricité,,. Sa thèse est intitulée Une analyse des tests d'un générateur de voies ferrées de Westinghouse. D'après les journaux étudiants de l'époque, une clameur soudaine survient lorsqu'elle reçoit son diplôme. Elle est ensuite employée par Westinghouse où elle devient la toute première femme ingénieure de l'entreprise. Elle y travaille jusqu'à son mariage le 14 décembre 1905 avec Russel S. Feicht, son chef et ancien camarade de l'université d'État de l'Ohio,.
Elle a une fille, Florence, née en 1910, qui devint plus tard physicienne pour le Bureau fédéral des mines (en).
Bertha Lamme Feicht meurt à Pittsburgh le 20 novembre 1943 et est enterrée au Cimetière d'Homewood.
Son mari décède à son tour en avril 1949.

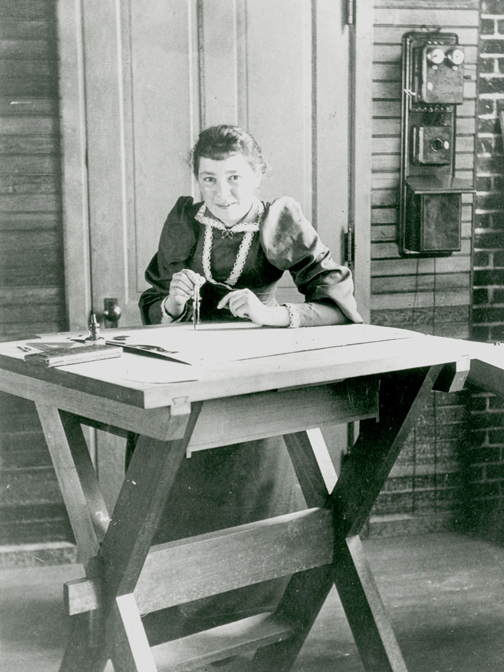
Bertha Lamme sur une table de dessin avec un compas en 1892.

## Postérité
Certains de ses effets personnels, dont sa règle à calcul, son té et son diplôme, sont exposés parmi la collection du Heinz History Center (en) à Pittsburgh,.
En 1973, la fondation Westinghouse pour l'éducation, en collaboration avec la Society of Women Engineers, crée une bourse d'études à son nom.